# Muntiacus vuquangensis
Muntiacus vuquangensis är ett däggdjur i släktet muntjaker som förekommer i Sydostasien. Arten observeras sällan av zoologer och den är mest känd från troféer som jägarna uppvisar.
Det svenska trivialnamnet jättemuntjak förekommer för arten.

## Utseende
Detta hjortdjur är störst i släktet mutjaker med en vikt mellan 30 och 50 kg. Pälsen på ovansidan har en agouti brun färg som är på ryggens topp mörkare. Vid extremiteternas utsida har pälsen en svartbrun färg. Undersidan, extremiteternas insida och området under svansen är vit. Artens korta svans har en trekantig form. Hannar kännetecknas av stora övre hörntänder och av horn. Hornen är med 17 till 28,5 cm längd större än hos andra muntjaker.

## Utbredning och habitat
Arten lever endemisk i Annamitiska bergskedjan som ligger i gränsområdet mellan Vietnam och Laos samt delvis i Kambodja. Djuret fotograferas sällan med hjälp av kamerafällor. Det kan bero på att det lever i bergstraktens låga delar lägre än 1000 meter över havet. Där är bara ett fåtal kameror uppställda. Habitatet utgörs troligen av städsegröna eller delvis städsegröna skogar. Observationerna indikerar även att Muntiacus vuquangensis fördrar täta skogar där trädkronorna bildar ett sammanhängande skikt.

## Ekologi
När honan inte är brunstig lever varje individ ensam. Honan föder allmänt en unge per kull. För övrigt antas att arten har samma levnadssätt som andra släktmedlemmar.

## Status
Alla muntjaker jagas intensiv av människor och det gäller även denna art. Muntiacus vuquangensis listas av IUCN som akut hotad (CR).